# ابی رود استودیوز
اَبی رود استودیوز (به انگلیسی: Abbey Road Studios)، (تأسیس توسط مؤسسه ای‌ام‌آی در سال ۱۹۳۱ در شهر لندن انگلستان). استودیویی نمادین که در خیابان اَبی رود، محله سنت جانز وود، در وست مینستر لندن واقع شده. جدا از استفاده آن به عنوان استودیوی ضبط، ساختمان دیگر آن برای باز تولید موسیقی‌های کلاسیک ساخت کینگزوی هال استفاده می‌شود.
گروه بیتلز تقریباً تمام آثارشان را در این استودیو ضبط کرده‌اند و یکی از موفق‌ترین آلبوم‌های‌شان که در سال ۱۹۶۹ منتشر شد نیز ابی رود نام دارد.
در واقع نام استودیو یک سال بعد از انتشار این آلبوم بیتلز که نام خود را از خیابان اَبی رود که استودیو در آن واقع شده، گرفته‌بود، به نام اَبی رود استودیوز تبدیل شد.
تصویر روی جلد این آلبوم گروه بیتلز نیز تصویری از اعضای این گروه در حال رد شدن از خط‌کشی عابر پیاده‌ای بر روی اَبی رود است. این تصویر بسیار معروف دستمایه بسیاری از هواداران بیتلز برای بازدید از این مکان شده‌است.
پینک فلوید و ریدیوهد نیز از دیگر گروه‌های مشهوری هستند که تعداد زیادی از آلبوم‌های خود را در این استودیو ضبط کرده‌اند.

## مؤسسه اَبی رود
در مارس ۲۰۱۵، مؤسسه ابی رود به عنوان مدرسه ای برای تولید موسیقی و مهندسی صدا تأسیس شد. علاوه بر مکان لندن، مؤسسه ابی رود آموزش در سطح جهانی با مدارسی در آمستردام، فرانکفورت، ژوهانسبورگ، میامی، پاریس و سیدنی ارائه می‌دهد. همه مدرسه‌ها دوره مشابهی را ارائه می‌دهند، دیپلم پیشرفته در تولید موسیقی و مهندسی صدا، که با همکاری رهبران صنعت و تیم در استودیو ابی رود توسعه داده شده‌است. برخی از مدرسه‌ها دوره‌های کوتاه دیگری را ارائه می‌دهند، از جمله آماده‌سازی نمونه کارها، کلاس کارشناسی ارشد تولید آهنگ، مبانی تئوری موسیقی برای تهیه‌کنندگان و غیره. در آوریل ۲۰۲۱، مؤسسه ابی رود لندن اعلام کرد که در تابستان سال ۲۰۲۱ گسترش می‌یابد و به استودیوی ضبط Angel که در حال حاضر بسته شده‌است، منتقل می‌شود.

## فیلم‌شناسی
اگر این دیوارها می‌توانستند بخوانند یک فیلم مستند بریتانیایی محصول ۲۰۲۲ به کارگردانی مری مک کارتنی است که در اولین مستند بلند خود، دربارهٔ تاریخ استودیوی ابی رود لندن و تجربیات و خاطرات نوازندگانی که در آنجا بازی کرده‌اند، است.